# Țohești (okręg Arad)
Țohești – wieś w Rumunii, w okręgu Arad, w gminie Hălmăgel. W 2011 roku liczyła 105 mieszkańców. 